# Communications in Computational Physics
Communications in Computational Physics is een internationaal, aan collegiale toetsing onderworpen wetenschappelijk tijdschrift op het gebied van de numerieke natuurkunde.
De naam wordt in literatuurverwijzingen meestal afgekort tot Comm. Comput. Phys.